# Paul Kennedy
Paul Michael Kennedy CBE, DPhil, FBA (nascido em 1945), é um historiador britânico especializado em relações internacionais. Ele publicou livros importantes sobre a história da política externa britânica.

## Biografia
Kennedy nasceu em Wallsend, Tyne and Wear, e ingressou na Escola de Gramática St. Cuthbert em Newcastle perto de Tyne. Ele é professor da Universidade de Yale e Diretor dos Estudos Internacionais de Segurança  com John Lewis Gaddis e Charles Hill, onde leciona sobre grandes estratégias. Também atuou na Universidade de Princeton e na London School of Economics. Escreveu vário livros sobre relações internacionais da Inglaterra, lutas entre as grandes potências, poderio naval, poder econômico e grande estratégias e declínio econômico e perda de poder militar e diplomático.

## Pensamento
Com  "Ascensão e queda das Grandes Potências",  The Rise and Fall of the Great Powers , de 1987, obra traduzida em mais de 20 idiomas,  com alcance enciclopédico, Paul Kennedy tornou-se mundialmente conhecido por sua tese que relacionava o crescimento das despesas militares das grandes potências, ao longo da historia, desde o ano 1500, com o seu declínio econômico e político. Potências como Espanha, Holanda, França, Grã-Bretanha e Alemanha  passaram por esse processo, e os Estados Unidos também estavam fadados a lidar com o chamado esgotamento imperial.
Dois anos após a publicação de seu livro, ocorreu o colapso da URSS. No caso da URSS, sua tese, a princípio, se confirmou, despesas militares sobrecarregaram o orçamento e comprometeram a produtividade da economia soviética, prejudicando outros setores fundamentais para a atividade industrial e a vida da população. Escassez generalizada, baixa qualidade dos produtos, falta de inovação tecnológica, atraso em relação ao Ocidente caracterizaram  a economia soviética.
Os fatores econômicos/tecnológicos e estratégicos/militares são os principais responsáveis pelo surgimento de potências em cada contexto, existem muitos outros fatores que explicam a projeção internacional de determinadas nações, em cada conjuntura histórica.
Não há uma causa  única ou um único fator determinante asseveram os especialista da área, Paul Kennedy concorda, mas destaca essa correlação como fundamental,  a mais relevante, segundo sua teoria. A  produtividade ou o desempenho econômico implicando em projeção no sistema internacional. 

Os outros fatores que explicam a projeção de grandes potências relacionam-se à geografia, ao tamanho da população, à organização militar,  à coesão nacional, à  identidade nacional e a um sistema de alianças em que o país encontra-se inserido.
Sem riqueza acumulada, torna-se impossível a  presença internacional como potência militar e a ação imperial. Os  interesses estratégicos geram conflitos entre as potências, as guerras sangrentas pela disputa de objetivos estratégicos e a acumulação de riqueza. Há uma relação, no longo prazo, entre o crescimento econômico e o crescimento militar e também um declínio em face de um agigantamento do aparato militar, a debilitação da estrutura econômica. O Império Habsburgo, por exemplo, poderia ultrapassar seus rivais, mas o peso de sua estrutura militar, os repetidos conflitos debilitaram a sua base econômica.  A economia enfraquecida, ou o desequilíbrio entre os recursos materiais e seu poder militar explicaria a sua perda de poder no sistema internacional da época.
Os EUA, contudo, mantiveram-se como uma superpotência, beneficiados pela redução das despesas da corrida armamentista, fato que permitiu  o retorno do setor público aos gastos tradicionais da economia, segundo as demandas da democracia, na era pós-guerra fria. O modelo realista de Paul Kennedy teria subestimado tais fatores, os mercados em sintonia com as demandas de uma sociedade democrática e livre, no contexto de  fim da guerra fria; a  força dos mercado doméstico, após a interrupção da corrida armamentista. Os EUA tornaram-se, então, a única superpotência do planeta, pois retiveram os três elementos fundamentais para essa definição, a força política, econômica e militar.
Paul Kennedy também escreveu sobre o mundo na era da globalização, o papel da ONU, e os desafios do século XXI, a desigualdade de desenvolvimento entre países, a revolução tecnológica, o mercado financeiro e as crises especulativas, as imigrações e a ecologia.  

## Condecorações
- Commander of the Order of the British Empire, 2001
- Fellow of the British Academy, 2003.
- Caird Medal/The National Maritime Museum, 2005.
- US Naval War College's Hattendorf Prize Laureate for 2014.

## Obras
- Engineers of Victory: The Problem Solvers Who Turned the Tide in the Second World War, 2013
- The Parliament of Man: The Past, Present, and Future of the United Nations, 2006
- From War to Peace: Altered Strategic Landscapes in the Twentieth Century, 2000
- Preparing for the Twenty-first Century, 1993
- Grand Strategies in War and Peace, editor, 1991
- The Rise of the Anglo-German Antagonism, 1860–1914, 1988
- The Rise and Fall of the Great Powers: Economic Change and Military Conflict from 1500 to 2000, 1987
- The Rise and Fall of British Naval Mastery, 1986